# 813 (film)
813 er en amerikansk stumfilm fra 1920 af Scott Sidney og Charles Christie.

## Medvirkende
- Wedgwood Nowell som Arsene Lupin
- Ralph Lewis som Robert Castleback
- Wallace Beery som Parbury / Ribeira
- J.P. Lockney som Formerie
- William V. Mong som Chapman